# 王上源
王上源（1993年6月2日—），河南郑州人，中华人民共和国足球运动员，现在效力于中国足球超级联赛球队河南建业。他出身自郑州的足球小学郑上路小学，曾經效力於天津火车头，在北京三高队崭露头角，曾入选中國國家青年足球隊参加2011年濰坊杯足球賽和2012年亞足聯U19青年錦標賽資格賽。

## 俱乐部生涯
2012年，王上源代表北京三高参加2012年中国足球乙级联赛，开始职业足球生涯。他是北京三高的头号射手，在2012赛季出场21次，射进10球，位列中乙射手榜第八位，但北京三高仅在北区中取得第八名，未能晋级总决赛。
2013年4月，王上源前往英格兰足球超级联赛球队曼城试训。 6月份他又到比利时足球甲级联赛劲旅布鲁日试训并表现出色，7月13日，布鲁日宣布和王上源签订一份3+1的合同。
2013-2014赛季比利时甲级联赛揭幕战布鲁日对阵沙勒罗瓦的比赛中，王上源攻入一记精彩的远射为球队首开纪录，最终帮助球队2比0击败对手。 这个进球也是新赛季比甲联赛的首个进球。王上源在联赛前六轮都有出场，不过米歇尔·普吕多姆成为球队的新任主教练后，王上源离开球队的出场阵容，被下放到U21青年队，仅在2013-2014赛季联赛季后赛最后一场比赛得到替补出场机会。2015年1月，俱乐部通知得不到出场机会的王上源可以离队。
2015年2月27日，中国足球超级联赛球队广州恒大淘宝宣布和王上源正式签约。
2018年6月30日，中国足球超级联赛球队河南建业宣布王上源从广州恒大租借加盟球队半年。
2019年2月28日，王上源转会至河南建业。

## 國家隊生涯
2019年10月，王上源入選中國國家男子足球隊參加2019年東亞杯的集訓大名單。12月7日，王上源入選國足選拔隊出征東亞杯名單。12月10日，在2019年東亞杯中國隊1-2不敵日本隊的比賽中，王上源獲得首發登場，完成個人在國家隊的處子秀。12月15日，在2019年東亞杯中國隊0-1不敵韓國隊的比賽中，王上源獲得首發出場並打滿90分鐘。在2019年東亞杯中，王上源出場2次，場均登場78.5分鐘，未取得進球及助攻。
2023年11月16日，世预赛亚洲区第二阶段C组首轮，王上源替补上场打入一球，帮助中国男足客场2-1逆转泰国。